# Juan Travería
Juan Travería y Pubill (Vic, 1902 - Vilanova de Sau, 1936) fue un abogado y político español, alcalde de la ciudad de Vich durante la Segunda República.

## Biografía
Nacido en Vic el 18 de junio de 1902, recibió una educación católica. Desde joven perteneció a las Congregaciones Marianas y a la Federación de Propagandistas Católicos. Era devoto de San Juan de la Cruz, cuyas doctrinas admiraba y cuyas poesías sabía de memoria.
Tras licenciarse en Derecho por la Universidad de Barcelona en 1929, fue vicepresidente de la Asociación de Prensa de Vich. Militante de la Comunión Tradicionalista, durante la Segunda República participó activamente en política y destacó como orador.
En las elecciones generales de 1933 fue uno de los seis candidatos tradicionalistas por las circunscripciones catalanas en el Bloque Nacional de Derechas, pero no logró obtener acta de diputado.
Se presentó como candidato en las elecciones municipales de enero de 1934 en una coalición de derechas denominada Unió de ciutadans, que incluía a los tradicionalistas y la Lliga Catalana, y resultó elegido alcalde de Vich el 1 de febrero de 1934, cargo que ejerció hasta el 2 de mayo de 1935.
Durante su mandato, se repuso la Cruz del Cementerio, en plena República, y fue Juan Travería quien hizo posible la celebración pública de las solemnidades de la beatificación del P. Claret, a lo que se oponían los concejales de la oposición en el Ayuntamiento.
A lo largo del año 1934 participó en diversos actos de propaganda tradicionalista en Cataluña. En las elecciones generales de 1936 fue nuevamente candidato, por la lista del Frente Catalán de Orden.
Tras el estallido de la guerra civil española, el 19 de julio de 1936 huyó de Vich, pero moriría asesinado por los revolucionarios el 7 de agosto en su finca del Molino de San Román de Sau, donde se había refugiado con su suegro, el veterano carlista Teodoro de Mas. La ciudad de Vich conserva actualmente una calle a nombre de Joan Traveria.
Estaba casado con Elvira de Mas y Bach, con quien tuvo dos hijos: Elvira y Juan Teodoro Travería de Mas.